# Autoryzacja (informatyka)
Autoryzacja (ang. authorization) – proces nadawania podmiotowi dostępu do zasobu.

## Zastosowanie
Celem autoryzacji jest kontrola dostępu (ang. access control), która potwierdza, czy dany podmiot jest uprawniony do korzystania z żądanego zasobu. Do określenia uprawnień danego podmiotu konieczne jest najpierw stwierdzenie jego tożsamości, dlatego w typowym zastosowaniu autoryzacja następuje dopiero po potwierdzeniu tożsamości podmiotu za pomocą identyfikacji i uwierzytelnienia.

## Przykłady autoryzacji
Autoryzacja może przybierać bardzo różne formy, w zależności od konkretnego zastosowania.
- System operacyjny sprawdza uprawnienia uwierzytelnionego (np. poprzez logowanie) użytkownika do pliku na podstawie jego atrybutów w systemie plików
- Użytkownik bankowości internetowej, który uwierzytelnił się za pomocą loginu i hasła (tj. zalogował się), autoryzuje przelew za pomocą podpisu cyfrowego składanego za pomocą hasła jednorazowego
- ZUS uwierzytelnia deklaracje płatników za pomocą podpisu elektronicznego (planowano także autoryzację prawa osób do reprezentowania poszczególnych podmiotów za pomocą certyfikatów atrybutów)
- Zapora sieciowa równocześnie uwierzytelnia i autoryzuje dostęp do portu serwera na podstawie adresu IP klienta